# Пискун, Виктор Фёдорович
Виктор Фёдорович Пискун (10 ноября 1939, Донецк, Украинская ССР) — советский и украинский скульптор. Член Национального союза художников Украины с 1972 года.
В 1966 году закончил Ташкентское республиканское художественное училище имени П. Бенькова. Педагог — П. Мартаков. Скульптор.
Автор следующих памятников Донецка:
- 1998 — Бравый солдат Швейк
- 2001 — Памятный барельеф поэту В. Стусу (архитектор Л. Бринь)
- 2006 — Памятник герою-спасателю (с сыновьями Фёдором и Владимиром)
- 2009 — Памятник Ватутину

Памятный барельеф Стусу
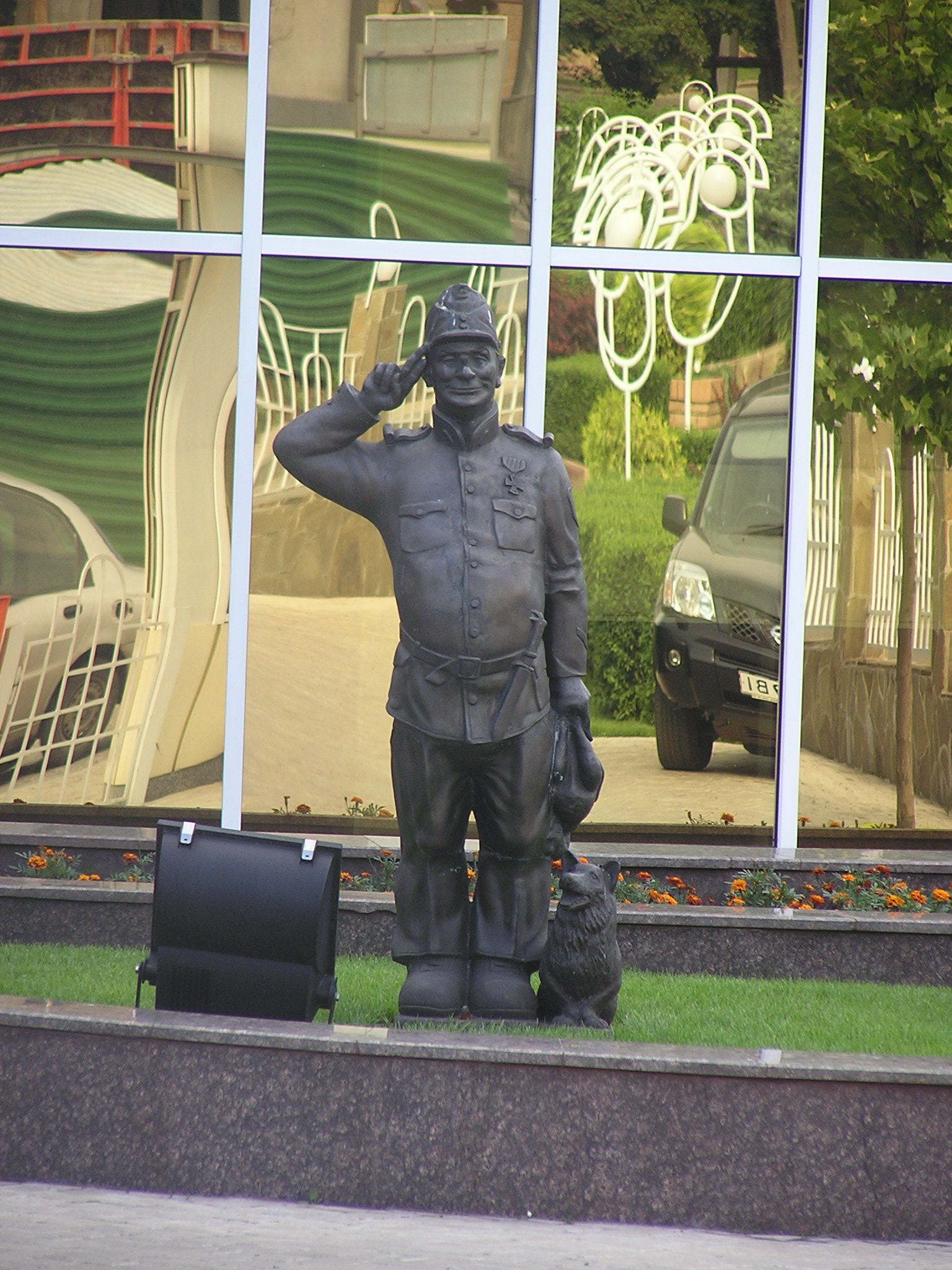
Бравый солдат Швейк
Памятник Ватутину В.Ф.

Автор следующих памятников Макеевки:
- Мемориал подвигу шахтерам Макеевки.
- Воинам-интернационалистам погибшим в Афганистане.

Другие работы: «Пастух» (1972), «Материнская скорбь» (1973).
Также Виктор Пискун сделал эскиз бюста кузнеца Юзовского металлургического завода Алексея Ивановича Мерцалова.
Проект Пискуна занял первое место в конкурсе проектов памятника 250 донецким воинам-шахтерам, героически погибшим при обороне Одессы
Проект Пискуна занял первое место в конкурсе проектов памятника генералу Ватутину в Донецке
В 2011—2012 годах принимал участие в конкурсе проектов памятник Сергею Есенину. Работа Виктора Пискуна заняла первое место.